# Nordanvind (roman)
Nordanvind är en roman av Olle Länsberg, utgiven år 1946.
Handlingen återberättar livet för ett antal rallare, deras öden och äventyr utmed den norrländska järnvägsbyggnationen mellan åren 1909-1920. Främst följer berättelsen den olycklige Valfrid - kallad Valle Bohus - men också syndikalisten Dynamiten, veteranen Stora Ballong, spelmannen Amos, och ett flertal andra originella karaktärer som Länsberg med enkla medel ger både djup och färg. Boken präglas i övrigt av dialektala såväl som talspråkliga dialoger mellan de olika karaktärerna.
Boken filmatiserades 1947 som Rallare i regi av Arne Mattsson och med Victor Sjöström i rollen som Stora Ballong.

## Utgåvor
- Nordanvind. Stockholm: Norstedt. 1946. Libris 1418409
- Nordanvind. Stockholm: Folket i Bild. 1961. Libris 2207755
- Nordanvind. Höganäs: Bra Böcker. 1970. Libris 1279315
- Nordanvind. Stockholm: Cult. 1990. Libris 7747753. ISBN 91-85316-08-3 (inb.)